# Bramming
Bramming est une municipalité du département de Ribe, l'ouest du Jutland au Danemark.